# Karolina Bochra
Karolina Bochra (* 31. August 1988) ist eine ehemalige polnische Fußballspielerin.

## Karriere

### Vereine
Die Stürmerin begann ihre Karriere beim Verein UKS Gol Częstochowa, mit dem sie in der erstklassigen Ekstraliga spielte. Im Jahre 2006 wechselte Bochra zum Ligarivalen KS AZS Wrocław und wurde mit diesem Verein jeweils zweimal Meister und Pokalsiegerin. 2010 folgte dann der Wechsel zum 1. FC Kattowitz, mit dem sie bereits in der folgenden Saison in die Ekstraliga aufstieg. Später spielte Bochra noch für Zagłębie Lubin. Im September 2015 wechselte Bochra auf Vermittlung ihrer ehemaligen Mannschaftskameradin aus Częstochowaer Tagen Kamila Kmiecik zum damaligen Regionalligisten Arminia Bielefeld. Mit 16 Saisontoren trug sie ihren Teil zur Meisterschaft und Aufstieg in die 2. Bundesliga der Bielefelderinnen bei. Nach dem geglückten Klassenerhalt beendete sie im Sommer 2017 ihre Karriere.

### Nationalmannschaft
Im Jahre 2008 nahm Bochra mit der polnischen Nationalmannschaft am Algarve-Cup teil. Bei der 1:3-Niederlage gegen Portugal erzielte sie ein Tor.

## Erfolge
- Polnischer Meister: 2007, 2008
- Polnischer Pokalsieger: 2007, 2009
- Meister Regionalliga West: 2016